# Clunaculum
Il Clunaculum era un pugnale-spada che i soldati dell'esercito romano portavano nella parte posteriore dell'armatura, appoggiato sulle natiche [in latino clunes].
Era sempre a lama molto larga e abbastanza leggera, perché considerata come un'arma secondaria rispetto al gladio, e veniva utilizzata nel combattimento corpo a corpo qualora il soldato fosse in pericolo o avesse perso le sue armi principali.
Veniva spesso impiegato nei sacrifici perché con la sua forma e le sue dimensioni poteva recidere facilmente la gola delle vittime.